# Грачёв, Вадим Геннадьевич
Вади́м Генна́дьевич Грачёв (1 мая 1963 года, Москва — 17 октября 2006 года, Москва) — российский энтомолог, один из ведущих специалистов в области палеоэнтомологии.

## Биография
Вадим Геннадьевич Грачёв родился 1 мая 1963 года в Москве.
Его отец, Геннадий Васильевич Грачёв — работник полиграфического производства. Мать, Белла Гиршевна — химик-технолог.

### Образование
В 1982 году после окончания средней школы В. Г. Грачёв поступил на Биолого-химический факультет МГПИ им. В. И. Ленина, который окончил в 1987 году. До 1989 года он работал в московской школе преподавателем биологии.

### Научная работа
В начале 1990-х годов Вадим Геннадьевич принял решение о переходе на работу в Лабораторию артропод Палеонтологического института РАН. В 1991 году он стал внештатным сотрудником лаборатории. В 1992 году получил стипендию Капервуда (англ. Kuperwood) от Академии Естественных наук в Филадельфии, а с 1994 года перешёл на полную ставку научного сотрудника.
Основной областью академических интересов В. Грачёва были таксономия и филогения надсемейства Куркулионоидных (лат. Curculionidae), в частности, долгоносики. Хотя, этим он, конечно, не ограничивался. Будучи отменным полевым исследователем, Вадим Грачёв участвовал в многочисленных экспедициях на Сахалин, Кузнецкий Алатау, в Новосибирскую область, Армению, Азербайджан, Грузию, Таджикистан, Туркмению, Украину. Он одним из первых начал описывать фауну ровенского янтаря. В рамках программы ИНТАС участвовал в полевых работах на острове Уайт (юг Англии). Материалы, собранные в 2005 г. в африканской экспедиции на Драконовы горы и Зулуленд, положили начало последнего, не оконченного им цикла исследований представителей семейств Речников (лат. Elmidae) и Ложнослоников (лат. Anthribidae) из тропической Африки.
Кроме научной деятельности в Лаборатории артропод, и попутной профессиональной шефской помощи родственным организациям, Вадим Грачёв увлекался разведением орхидей, гекконов и аквариумных рыбок. На эту тему им также публиковались статьи. В круг интересов входила японская история и культура, а досуг посвящался резьбе по дереву.
В 2006 году, вскоре после научной экспедиции в Африку, Вадим Геннадьевич тяжело заболел токсическим гепатитом и скоропостижно скончался. Похоронен в Москве на Западном Хованском кладбище, участок 5Н, захоронение № 5203.

## Память
- В память о В. Г. Грачёве назван вымерший вид жуков-цветожилов из семейства Nemonychidae — Buryatnemonyx gratshevi (лат.).
- Ряд зоологических таксонов для указания авторства В. Г. Грачёва сопровождают обозначением «Gratshev».
- Информация о В. Г. Грачёве представлена на официальном сайте Палеонтологического института РАН[9].
- Страница В. Г. Грачёва имеется на сайте Лаборатории артропод Палеонтологического института РАН[10].
- О Грачёве Вадиме Геннадьевиче рассказано в Палюдариумной энциклопедии[11].